# Jovan Arsenić
Jovan Arsenić (serbisch-kyrillisch Јован Арсенић; * 1974 in Zrenjanin, Jugoslawien) ist ein deutscher Filmregisseur und Drehbuchautor.

## Biografie
Im Jahr 2000 begann der an der Universität Belgrad zum Psychologen ausgebildete Jovan Arsenić ein Studium der audiovisuellen Medien mit dem Schwerpunkt Filmregie an der Kunsthochschule für Medien in Köln. Dieses schloss er mit seiner Diplomarbeit Heimkehrer, einem Langspielfilm, 2004 ab.
Sein Spielfilm Die Helden aus der Nachbarschaft, welcher 2008 auf der Berlinale seine Uraufführung hatte, ist im August 2009 in den deutschen Kinos angelaufen.
Jovan Arsenić lebt in Berlin und arbeitet als freier Autor und Regisseur.

## Filmografie (Auswahl)
- 2003: Heimkehrer
- 2004: Co/Ma (Dokumentarfilm)
- 2008: Die Helden aus der Nachbarschaft

## Auszeichnungen
- 2005: Nominierung beim Locarno Festival in der Kategorie Goldener Leopard – Video für Co/Ma